# New Port South
New Port South è un film del 2001 diretto da Kyle Cooper.

## Trama
Will Maddox (Blake Shields) ha una sua teoria sul fatto che gli studenti non gradiscono l'idea di scuola e di autorità e pensa che si tratta di una prigione. Si mette alla prova, esaminando i confini delle autorità e le sue amicizie. Pochi anni prima, uno studente, John Stanton (Michael Shannon) è stato internato in un manicomio, ragioni sconosciute alla maggior parte tutti tranne che al preside. Un giorno fugge, liberando tutti gli altri dal manicomio. Maddox vede questa come una sfida, che è l'inizio della sua anarchia. Stanton vuole "aiutarlo" e iniziano una corrispondenza. Lui gli dice cosa fare e come farlo insieme ai suoi amici. Questo comprende la cancellazione dei voti degli studenti, la pubblicazione di manifesti / locandine da forti contenuti contro l'autorità e i professori, bloccandosi nell'aula professori insieme ai suoi complici. Maddox insieme ai suoi amici sfida l'autorità e ottiene la maggior parte della scuola a suo favore. Egli è così consumato per la creazione di caos e disordine che i suoi amici iniziano a vedere in lui una specie di follia, e decidono di voltargli le spalle prima che possa assumere il controllo completo della scuola.